# هانس دورفنر
هانس دروفنر (بالألمانية: Hans Dorfner)
من مواليد 3 يوليو 1965 ، لاعب كرة قدم ألماني سابق.
لعب مع منتخب ألمانيا لكرة القدم.

## وصلات خارجية
- هانس دورفنر على موقع قاعدة بيانات كرة القدم.إي يو (الإنجليزية)
- هانس دورفنر على موقع بيانات كرة القدم. دي إي (الألمانية)
- هانس دورفنر على موقع ناشيونال فوتبول تيمز (الإنجليزية)
- هانس دورفنر على موقع عالم كرة القدم.نت (الإنجليزية)